# Shōrin-ryū
Shōrin-ryū (jap. 少林流 shōrin-ryū) (dosł. ,,szkoła małego lasu") – pierwszy (najstarszy) styl karate powstały na Okinawie. Pierwsze wzmianki o tym stylu pochodzą z drugiej połowy XIX wieku. Jest tradycyjnym, okinawskim stylem karate.

## Początki karate
Twórcą tego stylu karate jest Sōkon "Bushi" Matsumura - uczeń Kangi Sakugawy (okinawska sztuka walki "te").
Matsumura stworzył karate w oparciu o okinawskie "te", chińskie kung fu oraz jigen-ryū - sztukę walki klanu Satsuma.
Wprowadził podstawy stylu, dalej kształtowane przez kolejnych mistrzów.
Uczeń Matsumury, Ankō Itosu, ostatecznie ukształtował styl.
Jego zasługi to między innymi wprowadzenie karate do szkół w 1905 roku. Zapoczątkowało to szeroką ekspansję tego karate - znali je wszyscy Okinawczycy.
Kata istniejące w tym czasie były za trudne dla młodzieży więc stworzył pięć kata pinan, opartych na formach zaczerpniętych z kung fu oraz zaawansowanych kata shōrin-ryū, które również wywodzą się z kung fu.
Do dziś doskonali się i bada pod względem medycznym techniki tego stylu.

## Nazewnictwo
Pierwotnie styl nosił nazwę shuri-te. W 1933 sukcesor Itosu mistrz Chōshin Chibana (10 dan) zmienił nazwę z shuri-te na "shōrin-ryū" i założył istniejącą do dzisiaj organizację pod nazwą Okinawa Shorin-Ryu Karate-do Association z siedzibą w Naha na Okinawie.

## Symbolika
Skośnie skręcona pięść na białym tle symbolizuje karate tradycyjne.
Złota brama Surei-no Mon to symbol Okinawy, a czerwone koło, w którym jest umieszczona, symbolizuje wschodzące słońce.
Niebieskie tło symbolizuje morze otaczające zewsząd wyspę Okinawę. Białe smugi symbolizują rozpowszechnianie się karate z Okinawy na cały świat.
W Polsce shōrin-ryū jest uprawiane od 1981. Rozwinął go Aleksander Staniszew (9 dan), uczeń mistrza Kenyu Chinen.

## Kihon
Kihon to ustalony zestaw technik oraz ich sekwencji. Jest nieskończenie wiele kihonów, ale tylko kilka jest ściśle ustalonych. Oto one:
- Hampuku Renshu - techniki w miejscu, podstawy karate,
- Kihon Waza Dai Ichi - proste techniki i ich sekwencje wykonywane w pozycjach karate z przechodzeniem,
- Kihon Waza Dai Ni - sekwencje technik z przechodzeniem, właściwe pozycje, schodzenie po skosach,
- Kihon Waza Dai San - najbardziej zaawansowany kihon.

## Kata
Kata to nic innego jak ustalona  sekwencja technik, na której opierają się Bunkai oraz Kumiwaza.
W karate shorin-ryū Istnieją następujące kata (według kolejności zdawania):

- Fukyugata Ichi
- Fukyugata Ni
- Naihanchi Shodan
- Pinan Shodan
- Pinan Nidan
- Pinan Sandan
- Pinan Yondan
- Naihanchi Nidan
- Pinan Godan
- Naihanchi Sandan
- Itosu No Passai
- Matsumura No Passai
- Kushanku Sho
- Kushanku Dai
- Chinto
- Gojushiho
- Hakaku

## Kumiwaza
Ćwiczenie polegające na wykonywaniu kata w trójkach - jeden robi kata, a dwóch ataki.
Jest to podstawowa forma interpretacji kata - bardzo ważnego elementu karate potrzebnego w kumite.

## Bunkai
Ćwiczenie fragmentów kata parami za atakami i blokami.
Jest to bardziej zaawansowana forma interpretacji kata.
Zaawansowaną formą Bunkai jest Bunkai Oyo.

## Stopnie

### Stopnie uczniowskie
10 KYU (YU KYU) żółty pas

9 KYU (KU KYU) żółty pas

8 KYU (HACHI KYU) pomarańczowy pas

7 KYU (NANA KYU) pomarańczowy pas

6 KYU (ROKU KYU)zielony pas

5 KYU (GO KYU) zielony pas

4 KYU (YON KYU) niebieski pas 

3 KYU (SAN KYU) niebieski pas 

2 KYU (NI KYU) brązowy pas

1 KYU (IK KYU) brązowy pas

### Stopnie mistrzowskie
1 DAN Yu Shikaku (SHODAN) czarny pas

2 DAN Sho Shikaku (NIDAN) czarny pas

3 DAN Jun Shihan (SANDAN) czarny pas

4 DAN Shihan (YONDAN) czarny pas
 
5 DAN Jun Renshi (GODAN) czarny pas
 
6 DAN Renshi (ROKUDAN)czarny pas

7 DAN Jun Kyoshi (NANADAN) czarny lub biało czerwony pas

8 DAN Kyoshi (HAHIDAN) czarny lub biało czerwony pas

9 DAN Jun Hanshi (KUDAN) czarny lub czerwony pas 

10 DAN Hanshi (JUDAN) czarny lub czerwony pas

Młodzież do lat 14 obowiązują stopnie od 10 KYU(YU KYU) do 2 KYU(NI KYU). Koniec pasa musi być oznaczony czarnym (pełne kyu), lub czerwonym (egzamin kwalifikacyjny na kyu), pagonem.
Źródło: